# Baranda
Baranda (en serbe cyrillique : Баранда ; en hongrois : Baranda) est une localité de Serbie située dans la province autonome de Voïvodine. Elle fait partie de la municipalité d'Opovo dans le district du Banat méridional. Au recensement de 2011, elle comptait 1 550 habitants.
Baranda est officiellement classé parmi les villages de Serbie.

## Géographie
Baranda est située dans la plaine sur la rive gauche de la rivière Timiş. Elle est reliée au réseau routier par des routes secondaires et par un pont à Čenta.

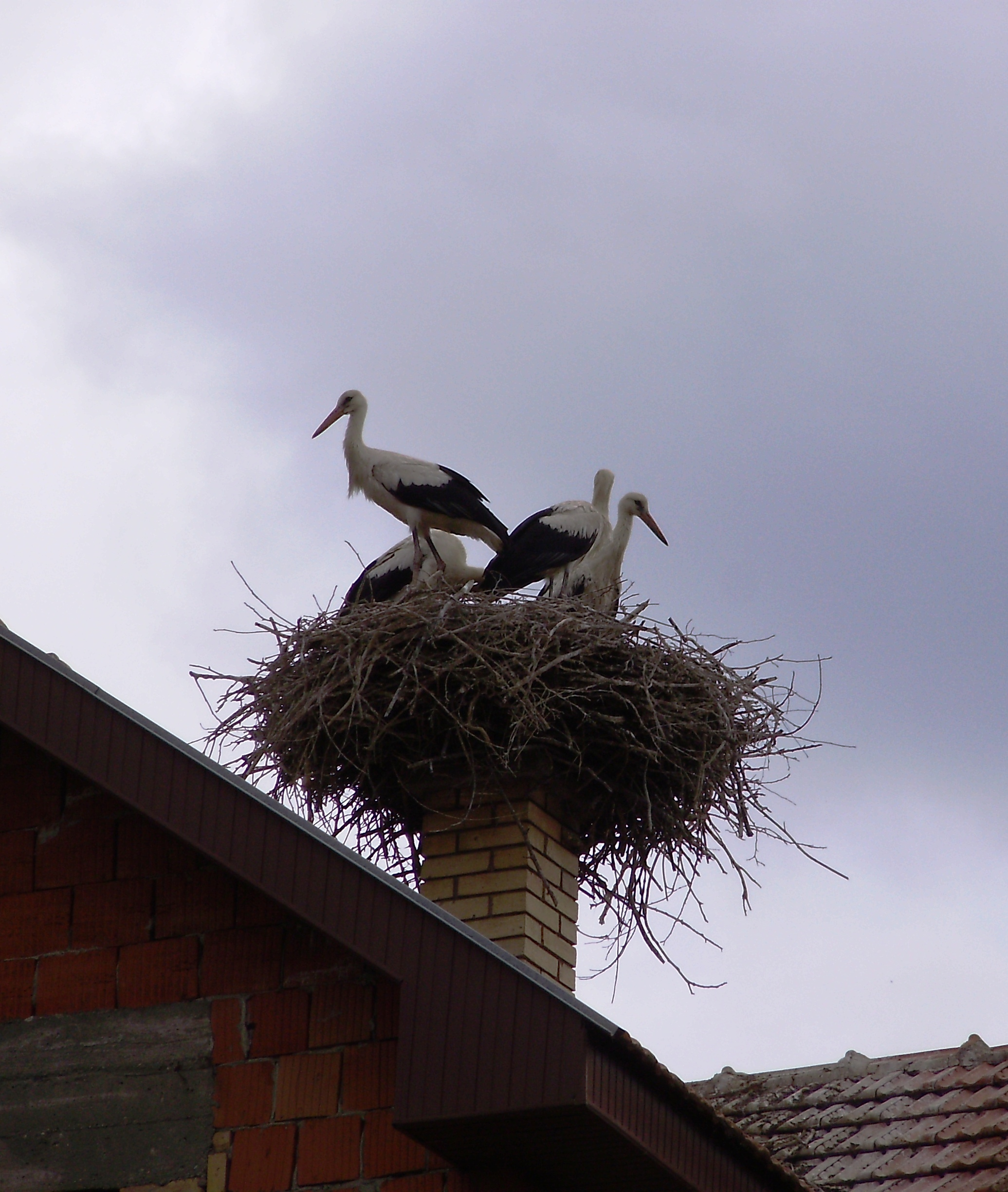
Nid de cigognes à Baranda

## Histoire
Le village a été fondé en 1778. Jusqu'au traité de Trianon, il appartenait à la Hongrie et faisait partie du comitat de Torontál, district de Ópáva. Par la suite, il a été rattaché au Royaume de Yougoslavie et est devenu serbe en 2006. De 1941 à 1944 l'armée allemande a occupé le village.

## Démographie

### Évolution historique de la population
| 1948  | 1953  | 1961  | 1971  | 1981  | 1991  | 2002  | 2011  |
| ----- | ----- | ----- | ----- | ----- | ----- | ----- | ----- |
| 1 917 | 1 934 | 1 841 | 1 671 | 1 656 | 1 690 | 1 648 | 1 550 |

|  |